# João Medina
João Augusto Medina da Silva GOIH (Lourenço Marques, 1939) é um historiador, ficcionista, ensaísta e professor universitário português .

## Biografia
João Medina, fez a instrução primária na África do Sul (1946 a 1949), o ensino secundário no Colégio Militar em Lisboa (1949 a 1954) e Maputo (1954 a 1956) , fez a licenciatura em Filosofia na Faculdade de Letras da Universidade de Lisboa (1960 a 1965) e fez o doutoramento em Sociologia na Universidade de Estrasburgo (1970). 
Ensinou na universidade da provença (Aix-en-Provence) entre 1970 a 1974.  Foi diretor-geral no Palácio Foz (1975 a 1977), ingressando depois como professor na Faculdade de Letras de Lisboa, de 1977, jubilando-se em 2008.
Foi professor do projeto ERASMUS em Pisa (Itália), Colónia (Alemanha) e deu ainda cursos na universidade de São Paulo (Brasil). Na América foi professor visitante na Johns Hopkins University (1993) e Brown University (1997). 
Dirigiu a Revista da Faculdade de Letras de Lisboa (1993 a 1997) e da Revista Clio (2002 a 2009).  
A 10 de junho de 2011, foi agraciado com o grau de Grande-Oficial da Ordem do Infante D. Henrique.

## Obras
- Novas Aventuras de Gulliver (1974)
- Salazar e os fascistas: Salazarismo e Nacional-sindicalismo - A História de um conflito 1932-1935 (1979)
- História Contemporânea de Portugal (7 vol.) (1986 / 1989)[1]
- História de Portugal (15 vol.) (1994), reeditado em 1998 e 2002[1]